# فرانسيس ألدا
فرانسيس ألدا (بالإنجليزية: Frances Davis Alda)‏ هي مغنية أوبرا أمريكية ونيوزيلندية وأسترالية، ولدت في 31 مايو 1879 في كرايستشرش في نيوزيلندا، وتوفيت في 18 سبتمبر 1952 في البندقية في إيطاليا بسبب سكتة.

## وصلات خارجية
- فرانسيس ألدا على موقع IMDb (الإنجليزية)
- فرانسيس ألدا على موقع ميوزك برينز (الإنجليزية)
- فرانسيس ألدا على موقع إن إن دي بي (الإنجليزية)
- فرانسيس ألدا على موقع ديسكوغز (الإنجليزية)